# LVI edició dels Premis Ariel
La LVI edició dels Premis Ariel, organitzada per l'Acadèmia Mexicana d'Arts i Ciències Cinematogràfiques (AMACC), es va celebrar el 27 de maig de 2014 al Palau de Belles Arts de la Ciutat de Mèxic. Durant la cerimònia, l’AMACC Carlos Carrera va lliurar el premi Ariel a 26 categories en honor de les pel·lícules estrenades el 2013.
La gala fou presentada pels actors Regina Orozco i Enrique Arreola i transmesa per Canal Once amb una hora de diferència. Les dues pel·lícules més nominades eren La jaula de oro i Heli, amb 14 nominacions cadascuna. Mentre que la primera fou la gran triomfadora, amb nou premis, la segona només en va guanyar un.

## Premis i nominacions
Nota: Els guanyadors estan llistats primer i destacats en negreta. ⭐
| Millor pel·lícula - La jaula de oro ⭐ - Club Sándwich - Heli - Los insólitos peces gato - No quiero dormir sola | Millor direcció - Amat Escalante – Heli ⭐ - Fernando Eimbcke – Club Sándwich - Francisco Franco – Tercera llamada - Claudia Sainte-Luce – Los insólitos peces gato - Diego Quemada-Diez – La jaula de oro |
| Millor actor - Brandon López – La jaula de oro com Juan ⭐ - Armando Espitia – Heli com Heli - Luis Gerardo Méndez – Nosotros los Nobles com Javier "Javi" Noble - Jesús Padilla – Workers com Rafael - Harold Torres – La Cebra com Odón                                                                      | Millor actriu - Adriana Roel – No quiero dormir sola com Dolores ⭐ - Ximena Ayala – Los insólitos peces gato com Claudia - Dolores Heredia – Huérfanos com Ana María Escobar - María Renée Prudencio – Club Sándwich com Paloma - Arcelia Ramírez – Potosí com Estela                                                                                         |
| Millor coactuació masculina - Rodolfo Domínguez – La jaula de oro com Chauk ⭐ - Ricardo Blume – Tercera llamada com Eduardo - Dagoberto Gama – Nómadas - Juan Eduardo Palacios – Heli com Beto - Gerardo Taracena – Potosí com Javier                                                                         | Millor coactuació femenina - Lisa Owen – Los insólitos peces gato com Martha ⭐ - Sonia Couoh – Potosí com Verónica - Mariana Gajá – No quiero dormir sola com Amanda - Linda González – Heli com Sabrina - Rebecca Jones – Tercera llamada com Amanda |
| Millor argument original - La jaula de oro – Diego Quemada-Diez, Gibrán Portela, i Lucía Carreras ⭐ - Heli – Amat Escalante i Gabriel Reyes - Los insólitos peces gato – Claudia Sainte-Luce - No quiero dormir sola – Gabriela Vidal and Natalia Beristain - Workers – José Luis Valle                       | Millor guió adaptat - Tercera llamada – María Renée Prudencio i Francisco Franco de l’obra Calígula... Probablemente de Francisco Franco i Ignacio Guzmán ⭐ - Nosotros los Nobles – Gary Alazraki, Patricio Saiz, i Adrián Zurita d'El gran calavera de Janet Alcoriza i Luis Alcoriza - Levantamuertos – Miguel Núñez de l’onra Amor otro d’Angel Norzagaray |
| Millor fotografia - La jaula de oro – María José Secco ⭐ - Ciudadano Buelna – Martin Boege - Fogo – Diego García - Heli – Lorenzo Haggerman - Workers – César Gutiérrez | Millor edició - La jaula de oro – Paloma López i Felipe Gómez ⭐ - Heli – Natalia López - Workers – Óscar Figueroa Jara - Miradas Múltiples, La Maquina Loca – Octavio Iturbe - Tercera llamada – Mariana Rodríguez |
| Millor disseny artístic - Ciudadano Buelna – Lorenza Manrique ⭐ - Heli – Daniela Schneider - La jaula de oro – Carlos Jacques - Los insólitos peces gato – Bárbara Enríquez - Workers – Gabriela Santos del Olmo                                                                                              | Millor banda sonora - La jaula de oro – Jacobo Lieberman i Leonardo Heiblum ⭐ - El alcalde – Daniel Hidalgo - Halley – Gustavo Hernández - Huérfanos – Jesús Echevarría - Workers – José Miguel Enríquez |
| Millor so - La jaula de oro – Matías Barberis, Raúl Locatelli, i Jaime Baksht ⭐ - Ciudadano Buelna – Samuel Larson, Gabriel Coll, i Miguel Ángel Molina - Halley – Raúl Locatelli - Heli – Sergio Díaz, Catriel Vildosola, i Vincent Arnardi - Tercera llamada – Matías Barberis, Pablo Tamez, i Jaime Baksht | Millor vestuari - Ciudadano Buelna – Mayra Juárez ⭐ - La jaula de oro – Nohemí González - Heli – Daniela Schneider - Huérfanos – Alejandra Dorantes - Tercera llamada – Adela Cortázar i Jerildy Bosch |
| Millor maquillatge - Halley – Adam Zoller ⭐ - Ciudadano Buelna – Roberto Ortíz - Heli – Jorge Fuentes - La jaula de oro – Iñaki Legaspi - Tercera llamada – Iñaki Legaspi | Millors efectes visuals - Cinco de mayo: La batalla – Charly Iturriaga ⭐ - Halley – Gustavo Bellón - Heli – Rodrigo Echevarría, Andrés Martínez Ríos, Juanma Nogales, Ana Rubio, i Eduardo Villadoms - La jaula de oro – María José Santa Rita |
| Millors efectes especials - Cinco de mayo: La batalla – Alejandro Vázquez ⭐ - Ciudadano Buelna – Jorge Farfán - Heli – Alejandro Vázquez, José Luis Pérez, and Carlos Ochoa | Millor opera prima - La jaula de oro – Diego Quemada-Díez ⭐ - Halley – Sebastián Hofmann - Los insólitos peces gato – Claudia Sainte-Luce - No quiero dormir sola – Natalia Beristain - Quebranto – Roberto Fiesco |
| Millor pel·lícula iberoamericana - Gloria – Sebastián Lelio ⭐ - 15 años y un día – Gracia Querejeta - Anina – Alfredo Soderguit - Wakolda – Lucía Puenzo - Melaza – Carlos D. Lechuga | Millor llargmetratge documental - Quebranto – Roberto Fiesco ⭐ - El alcalde – Emiliano Altuna, Carlos F. Rossini, and Diego Osorno - La Huella del Dr. Ernesto Guevara – Jorge Denti - Lejanía – Pablo Tamez Sierra - Miradas Múltiples, La Máquina Loca – Emilio Maillé                                                                                      |
| Millor curtmetratge de ficció - Música Para Después de Dormir – Nicolás Rojas ⭐ - Estatuas – Roberto Fiesco - Inframundo – Ana Mary Ramos | Millor curtmetratge d'animació - Lluvia en los Ojos – Rita Basulto ⭐ - La Casa Triste – Sofía Carrillo - Electrodoméstico – Erik de Luna - Un Día en Familia – Pedro González - ¿Qué Es La Guerra? – Luis Beltrán |
| Millor curtmetratge documental - Un Salto a la Vida – Eugenio Polgovsky ⭐ - Al Fin del Desierto – Sheila Altamirano - B-Boy – Abraham Escobedo - Conversaciones de Un Matrimonio – Gilberto González Penilla - La Música Silenciada – Andrea Oliva                                                            | Ariel d'or - Arturo Ripstein ⭐ - Ernesto Gómez Cruz ⭐ |
| Medalla Salvador Toscano - Sergio Olhovich ⭐ | |